# Songs: Ohia (album)
Songs: Ohia è il primo album in studio del gruppo musicale statunitense Songs: Ohia, pubblicato nel 1997.

## Tracce
Tutte le tracce sono state scritte da Jason Molina.

1. Vanquisher (Cabwaylingo) – 2:19
2. Oriole (Crab Orchard) – 3:18
3. (G+T) Constant (Gauley Bridge) – 2:07
4. Sin & Death (Blue Jay) – 1:41
5. Citadel (Tenskwatawa) – 3:04
6. 930 (White Sulfur) – 2:48
7. Republic (Our Republic) – 3:16
8. Texas (Big Sewell Mt.) – 4:43
9. One (Cotton Hill) – 1:39
10. Sailor (Dogwood Gap) – 2:37
11. Fortunate Man (Little Beaver) – 2:07
12. Runs For It (Blue Stone) – 2:17
13. Hayfoot (U.M.W. Pension) – 3:24